# ФК Соколац
ФК Соколац је фудбалски клуб из Сокоца, Република Српска, Босна и Херцеговина. 

## Историја
Клуб је основан у јуну 2011. након распада фудбалског клуба Гласинац, када је један дио руководста прешао у ФК Соколац, а други у омладински фудбалски клуб Гласинац 2011. 
Клуб нема први тим, а за сада окупља око 120 фудбалера у омладинским селекцијама.